# Григорович Андрій
Григорович Андрій (народився 1935 в Саскатуні, Канада) — журналіст, з 1967 року редактор англомовного журналу «Форум».

## Біографія
Батьки А. Григоровича — вихідці з Буковини та Галичини.
Навчався в Торонтському університеті.  Згодом працював виконавчим директором Українського канадійського дослідного й документаційного центру в Торонто.
Голова Торонтського історичного товариства, президент Канадської багатомовної пресової федерації і член Академічного товариства урядової ради університету Торонто.